# Luis Iribarne O'Connor
Luís Iribarne O'Connor (Almeria, 1868 - Madrid, 1928) fou un tenor espanyol.

## Biografia

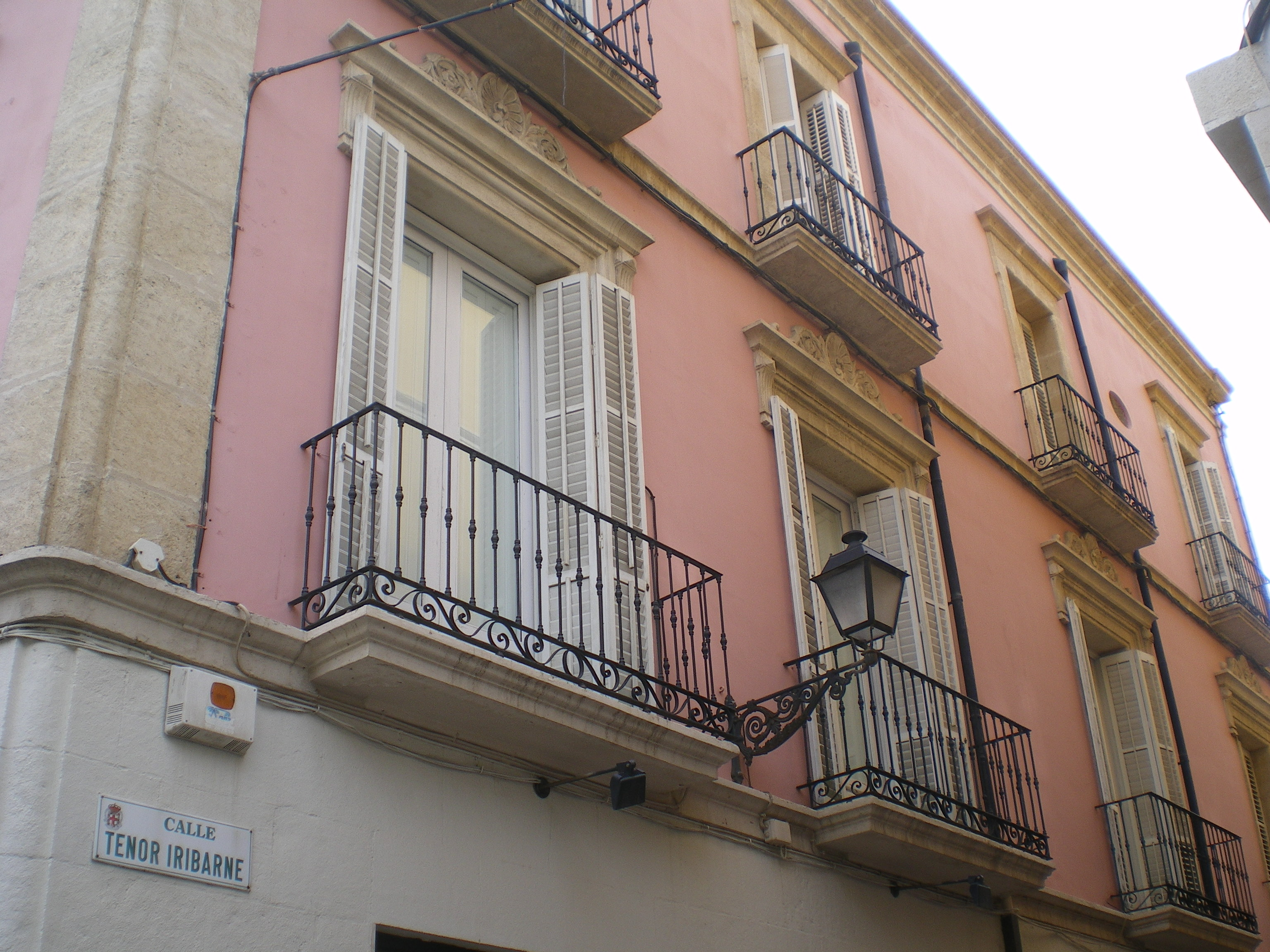
Carrer dedicat al tenor Luis Iribarne O'Connor a la seva ciutat natal (Almeria), en travessia del Passeig d'Almeria.

Va estudiar piano i cant amb Enrique Villegas, director de la Banda Municipal, i cant amb la seva mare. Van ser la seva parella Lolita Villegas i el concertista de guitarra José Pujol els que el van impulsar a dedicar-se al teatre, iniciant així la seva carrera amb gran èxit. Va actuar a teatres de Madrid, Barcelona i de l'estranger.
Va cantar Falstaff (Verdi) en el Teatro Regio de Torí el 30 de desembre de 1893. Va tenir l'oportunitat de cantar en el Gran Teatre del Liceu de Barcelona, en les representacions de La Traviata de Verdi, o Mefistofele (Arrigo Boito) el 1901, i va participar per exemple en l'estrena de l'òpera Els Pirineus de Felipe Pedrell al desembre de 1901, en el paper de Miraval.
El dia 3 de desembre de 1905 va cantar el Lohengrin de Richard Wagner a benefici de la ciutat d'Almeria.
Quan va perdre la veu es va retirar dels escenaris. Es va dedicar a Madrid a l'ensenyament de la música. Va ser mestre de famosos cantants com el tenor navarrès Isidoro de Fagoaga Larrache, la mezzo valenciana Aurora Buades o el tenor basc Jesús Aguirregaviria Onaindía, més conegut pel seu nom artístic de Jesús Gaviria i que seria el marit de la soprano de Tíjola, Fidela Campiña.
Va morir l'agost de 1929. La seva ciutat li va dedicar el carrer on va néixer, al costat del centre urbà (Tenor Iribarne).